# Colique de plomb
La colique de plomb ou colique saturnine est le nom donné au XIXe siècle au plus courant des symptômes de l'intoxication aiguë par le plomb. Il se caractérise par des crampes et douleurs souvent aiguës à l'abdomen, avec d'éventuelles nausées. Dans les cas les plus graves, il précède une paralysie, une encéphalopathie et la mort. La colique de plomb est douloureuse à partir de 80 μg/dL (chez l'adulte) et un inconfort abdominal survient à partir 60 μg/dL. 

## Histoire et définitions
Au XIXe siècle, le médecin français Louis Tanquerel des Planches qui a produit sa thèse sur la question du saturnisme, définissait la colique de plomb comme suit :
« Névralgie des organes digestifs et urinaires, produite par l'introduction et l'absorption du plomb à l'état moléculaire dans l'économie. Cette névralgie se trouve caractérisée par des douleurs abdominales vives, continues, mais devenant plus aiguës par accès ou crises, diminuant ou n'augmentant pas ou peu par la pression, accompagnée de dureté et de dépression des parois de l'abdomen, de constipation opiniâtre, de vomissements ou de nausées, d'excrétion des gaz intestinaux par la bouche, d'anorexie, de dysurie, de lenteur et de dureté des pulsations artérielles, d'agitation et d'anxiété. ».
Plus tard, François-Louis Isidore (médecin français auteur d'un Guide du médecin praticien) en donne une définition réductrice, la considérant comme une affection produite par l'absorption du plomb, et dont les principaux symptômes sont :
- des coliques ;
- une constipation opiniâtre ;
- des crampes tétanisant les membres.

Antoine François Hippolyte Fabre dira que cette colique n'est que :
- « un des symptômes de l'empoisonnement saturnin ../.. Au demeurant - ajoute-t-il - de toutes les expressions de l'empoisonnement produit par le plomb et ses diverses préparations, la colique est sans contredit la plus fréquente » ;
- il cite à ce propos M. Tanquerel des Planches, selon qui, « d'après un nombre imposant de faits, que la colique de plomb se présente, sur un total de 14 malades, dans la proportion de 12, 8 étant pris d'arthralgie, 2 de paralysie, 1 d'encéphalopathie »[4].

D'autres auteurs, tels qu'Antoine François Hippolyte Fabre, y associent une rétraction des testicules.
La grossesse induit un appel de calcium, faisant notamment appel aux réserves osseuses (ou le plomb est aussi stocké), ce pourquoi elle peut induire un saturnisme avec d'éventuelles coliques de plomb. 

Selon une étude récente (2018) chez une personne ayant un stock de plomb osseux important, un régime amaigrissant pauvre en hydrate de carbone et riche en protéines semble pouvoir entraîner une mobilisation significative du plomb osseux, et par suite des coliques saturnines. Pour rappel « Plus de 90 % des réserves profondes de plomb sont liées à la masse osseuse, avec une demi-vie biologique de l’ordre de deux décennies ».

## Synonymes
Avant qu'on ne comprenne qu'il s'agissait d'un même symptôme du saturnisme, observé chez des métiers ou dans des contextes géographiques différents, de nombreux vocables ont été employés pour décrire la colique de plomb, dont :
- colique saturnine ;
- colique métallique ;
- colique des peintres ;
- colique des plombiers ;
- colique des tôliers ;
- colique des barbouilleurs ;
- colique végétale Des Indes ;
- colique végétale de Cayenne ;
- colique végétale de Surinam ;
- maladie des barbiers ;
- maladie de béribéri ;
- colique de Poitou ;
- colique de Normandie, décrite comme colique végétale occasionnée par les cidres durs et raides à Rouen et dans ses environs, par le docteur Vasse de Rouen (V. Colique De Plomb, Diagnostic.). Louis Tanquerel des Planches estime rapidement que ce syndrome est une colique de plomb. Le docteur Vasse lui-même avait observé que les personnes qui sont atteintes de la colique sont celles qui ont fait usage de cidre provenant de la basse Normandie, qui, au dire de M. Vasse lui-même, est falsifié avec la litharge ; tandis que celles qui boivent le cidre non mangovisé provenant du pays de Caux ne sont jamais atteints de la colique végétale[6].
- Colique de Devonshire (Devon colic[7]), colique de Madrid (étudiée par Tanquerel avec l'aide des médecins espagnols Lazuriaga[8] et Hernandez. Cette dernière dénomination pouvait aussi couvrir des entérites ou entéralgies selon François Louis Isidore. et la plupart des affections du ventre, « telles que des ententes, des solites, des dysenteries, des néphrites et des hépatites » explique le Dr Alfaso, directeur de la Gazette médicale de Madrid, ancien interne de l'hôpital de la Charité de Paris, à Louis Tanquerel des Planches qui l'interrogeait à ce sujet. Pour Tanquerel, comme pour Lazuriaga, il ne fait pas de doute que ces deux noms différents de syndromes recouvrent une même réalité, l'intoxication au plomb.  Selon M. Larrey[9] Lors du séjour des armées françaises à Madrid, « les soldats furent fréquemment atteints d'une colique ayant la plus grande analogie avec celle de plomb, et que l'autorité militaire fut fréquemment avertie que du vin empoisonné avec du plomb était distribué aux soldats »[10].

On l'a parfois improprement considérée comme une rachialgie (« la regardant comme une névralgie de la moelle »).

## Causes
Tanquerel, explique clairement, preuves à l'appui, dès la mi-XIXe siècle, que la cause de ces coliques est : « L'application des molécules saturnines sur les surfaces d'absorption, leur passage dans l'appareil circulatoire et dans toutes les parties de l'économie, voilà la cause immédiate de la colique de plomb. 
La solubilité de toutes les préparations saturnines, le plomb excepté, dans un grand nombre de liquides des règnes minéral, végétal et animal ; le degré de divisibilité extrême que leurs molécules sont susceptibles d'atteindre ; l'activité d'action de certaines surfaces absorbantes, rendent suffisamment compte de la fréquence des affections saturniques et de la colique en particulier chez les personnes exposées à l'introduction du plomb ou de ses composés dans l'économie. [...] « Mais aucune substance n'a plus fréquemment donné lieu à la colique saturnine que les vins frelatés avec la litharge ou la céruse. Toutefois, dit M. Tanquerel, depuis que des mesures de police furent prises pour découvrir la falsification, on ne vit plus de coliques épidémiques causées par les vins durs et acerbes, comme au temps de Paul d'Egine, de Cetois, etc. (Loco- cit., p. 74.) ». Au dire de Bonté, Glatigny, Backer, etc., il n'était pas rare de voir autrefois, en Normandie et en Angleterre, la colique de plomb déterminée par du cidre lithargié » Tanquerel cité par Antoine François Hippolyte Fabre dans son Dictionnaire des dictionnaires de médecine français et étrangers.
Les causes possibles sont variées. On les classe généralement comme suit :
- absorption cutanée de plomb, surtout quand il fait chaud, ou quand l'épiderme est brûlé ou endommagé ;
- absorption par les muqueuses ;
- absorption par les voies aériennes (inhalation de vapeur de plomb, et ou micro- ou nanoparticules de plomb) ;
- absorption digestive (ingestion d'oxydes de plomb, de grenaille de plomb[12] de petites particules de plomb (dans le gibier) ou de plomb moléculaire (par exemple dans le gibier d'eau lui-même victime de saturnisme aviaire induit par l'ingestion de grenaille de plomb. Les alcools lithargiés ont été cause de nombreux cas de coliques de plomb. Tanquerel cite déjà - d'après différents auteurs - le cas de bonbons colorés en jaune, vert, bleu, rouge, au moyen de diverses préparations saturnines (Loco cit., p. 88 et suiv.). Aujourd'hui encore des cas de saturnisme dus à des bonbons contenant du plomb, ou sur lesquels on a imprimé un dessin avec des encres contenant du plomb sont constatés (aux États-Unis et Mexique notamment).

Des cas se sont manifestés sur tous les continents et sous tous les climats, dont par exemple à la suite de l'absorption de vin de Bordeaux à Cayenne.
Le Dr M. Segond a ainsi observé à Cayenne 14 cas de coliques qu'il a associé au vin de Bordeaux importé là bas (presque le seul que l'on y boive à l'époque) « Or, il est d'autant mieux permis de soupçonner que ceux-ci peuvent être sophistiqués avec, la litharge, que le tableau que M. Segond fait de la colique végétale observée par lui à Cayenne offre un grand nombre de traits de ressemblance avec la colique de Madrid. » commente Antoine François Hippolyte Fabre).
M. Tanquerel, ayant recherché l'influence des climats sur la colique de plomb a « vu qu'ils n'en avaient pas d'autre que celle qui résulte de l'élévation plus ou moins grande de la température ».

## Symptômes
Ce sont des maux de ventres très douloureux, associés ou non à d'autres symptômes d'intoxication saturnine. Selon la localisation principale de la douleur et selon l'intensité et la durée de cette douleur, Tanquerel classe les coliques de plomb en :
- colique ombilicale ;
- colique épigastrique ;
- colique hypogastrique ;
- colique rénale ;
- colique légère ;
- colique modérée ;
- colique violente ;
- colique aiguë ;
- colique chronique.

## Douleur
- Caractéristique de la douleur : Elle n'augmente pas (ou très peu) sous la pression ou la friction du ventre (il arrive même qu'elle diminue). Il existe quelques exceptions ; Tanquerel évoque quelques cas de colique simple, franche et légitime, où la douleur a été fortement et brutalement augmentée par de faibles pressions sur le ventre, au point d'avoir d'abord fait croire à une péritonite aiguë. 
Sur les 1 217 cas de M. Tanquerel , 705 fois la pression a déterminé du soulagement ; dans 500 cas, il n'y a eu ni allégement ni augmentation de la douleur ; dans 175 cas, la souffrance se trouvait un peu accrue; dans 59 cas, cet accroissement était considérable, mais chez 34 de ces malades, une complication pouvait expliquer ce résultat[14].
- Géographie de la douleur : Selon Tanquerel toujours, la douleur est surtout située dans la zone sous-ombilicale, moins souvent à l'épigastre ou à l'hypogastre ; et plus rarement encore dans la région rénale, les hypocondres, sur les flancs, les fosses iliaques, l'anus, les testicules et leurs cordons, ou le thorax. »[15] Sur les 1 217 observations de Tanquerel, la douleur n'occupait tout le ventre que dans 92 cas seulement ; mais jamais  exactement et complètement sur le trajet de l'intestin colon.
 La douleur peut toucher les testicules et leurs cordons, la verge, l'utérus, le vagin et les seins, avec sensation de tiraillement, de dilacération ou de constriction. La rétraction des testicules vers l'anneau est fréquente. Le désir sexuel disparait, et il n'y a plus ni érection ni émission spermatique. Chez les femmes, M. Tanquerel dit avoir constaté des contractions passagères du vagin[16] et cite un cas où une crise a stoppé les règles, jusqu'au mois suivant. Dans un autre cas, elles ont, au contraire, interrompu une crise de colique, soulageant comme par enchantement la malade.

- Description de la douleur : Les malades décrivent souvent la douleur comme une sensation violente de tortillement et moins souvent la comparent à une sensation aiguë de dilacération, d'arrachement, d'élancements, de brûlure, de térébration (transpercement). Quelques malades évoquent une sensation de simple constriction, ou de compression produite par un poids qui pèserait sur le ventre. Dans ce dernier cas, elle est ordinairement obtuse, et affecte une marche presque uniformément continue : dans tous les autres cas, elle est tellement intense qu'elle jette les malades dans la plus grande agitation, et alors elle revient plus aiguë par accès.

« Si l'accès de la colique est très douloureux, c'est alors qu'en proie à l'anxiété la plus vive, la face toute décomposée, les traits grippés, les yeux enfoncés, ternes et égarés, ces malheureux malades poussent des cris déchirants, des gémissements affreux, quelquefois une sorte de mugissement, suivant la remarque de Stoll. On les voit en même temps s'agiter sans cesse et changer à chaque instant de situation, dans le but de s'étourdir sur la violence de la douleur, et dans l'espoir de trouver quelque soulagement à l'aide d'une nouvelle position. Les uns se couchent à plat ventre, quittent et reprennent alternativement la position horizontale. D'autres se placent transversalement sur le lit, et en sortent subitement pour se promener en soutenant un instant leur ventre avec leurs mains; mais bientôt l'atrocité du mal les force à discontinuer leur marche. Quelques-uns se roulent dans leur lit ou même par terre, se mettent en double, se pelotonnent sur la face antérieure du tronc, en prenant mille autres attitudes aussi bizarres. Nous en avons vu accrocher leurs mains à un point d'appui fixe, puis se livrer à un mouvement de balancement continu. Il n'est pas rare de voir de ces individus, dont le corps entier se trouve agité de mouvements saccadés ou tremblotants, analogues à ceux d'un violent frisson de fièvre intermittente, se cacher profondément, se ramasser sous leurs couvertures. Nous avons observé de ces infortunés qui se portaient eux-mêmes des coups sur l'abdomen, la figure et les membres, se mordaient les doigts, etc., etc.; presque tous portent leurs mains sur le ventre, y exercent des frictions, ou appliquent vigoureusement leurs mains sur le nombril, l'hypogastre ou l'épigastre. On en voit qui se mettent couvertures, oreillers, matelas, chaises, etc., sur l'abdomen. Il y en a qui se serrent au moyen de cravates, de cordes, etc. Enfin, nous avons vu, comme quelques auteurs, des malades faire monter leurs camarades sur leur ventre ».
Chez 1/3 des patients observés par Tanquerel, la colique débutait au milieu de la nuit, en réveillant le malade.
- Certains malades ressentent une douleur si vive qu'ils veulent mourir, Tanquerel des Planches décrit le cas d'un nommé Poulain qui, ne supportant plus la douleur, voulait se couper la gorge avec un rasoir ou se jeter par la fenêtre.
- Concernant l'intensité de la douleur, sur les 1 217 cas de coliques de plomb étudiés par Tanquerel, il en distingue 470 violents, 485 modérés et 262 légers.

## Nausées et vomissement

### Les nausées
- Elles sont plus fréquentes que les vomissements, constatées 908 fois sur les 1 217 cas de coliques étudiés par M. Tanquerel (contre 412 constats de vomissements).

### Vomissements
- Ils semblent surtout se manifester quand le siège de la douleur (colique) est situé vers l'épigastre (Sur 585 des 412 cas cités par Tanquerel, une douleur vive siégeait à l'épigastre ; et chez le reste des malades, les vomissements étaient plus légers).
- Ils s'effectuent en général péniblement, se répètent à de courts intervalles, et les angoisses en sont diminuées par l'ingestion de boissons ; quoiqu'à la vérité, dans quelques cas plus, rares on observe l'opposé.
- Les matières vomies sont d'un vert porracé, visqueuses, d'une odeur fétide sui generis, d'une amertume extrême, érugineuse, que certains malades disent être analogue au plomb, d'autres au vert-de-gris, etc.; dans aucun des cas de M. Tanquerel leur saveur n'a été sucrée. 
Les malades finissent parfois par rendre une matière sanguinolente, un mucus strié de sang.

## Facultés intellectuelles
Une inquiétude pouvant se transformer en désespoir se manifeste chez les sujets pour la première fois touchés par la colique de plomb. S'ensuivent une langueur et un abattement lors de la rémission. 

L'intelligence est généralement conservée, mais certains malades viennent à divaguer souligne Tanquerel.

## Maux de tête
Ils peuvent exister, mais semblent indépendants de la colique à laquelle ils préexistent. 
Ils résulteraient selon Tanquerel de l'arthralgie ou de l'encéphalopathie saturnine.

## Gaz
- Ils ont une odeur et une saveur tout à fait spéciales selon Tanquerel.
- L'anus étant fermé et tétanisé, les gaz semblent former des poches qui roulent dans l'intestin, pour finir par s'échapper bruyamment par la bouche (éructations) et plus rarement par l'anus. 
3/4 des 1 217 malades de Tanquerel émettaient des borborygmes et plutôt dans la fosse iliaque droite. 
La compression et la mobilité des poches de gaz ainsi formées dans l'intestin les distinguent des contractions spasmodiques des intestins liées à des tumeurs.
- Rarement, le malade subit des crises de hoquet (11 cas sur 1 217 pour les observations de Tanquerel).

## Sphères ORL, respiration
- La voix perd ordinairement une grande partie de sa force, comme étouffée, essoufflée ou haletante.
- La langue semble parfois plus épaisse.
- Les gencives peuvent présenter un liseré gingival gris à bleu ardoise dit « liseré de Burton » (du nom de Henry Burton qui a décrit ce symptôme le premier). Ce liseré n'apparait pas toujours, mais c'est un signe reconnu de saturnisme quand il est présent[18], et l'haleine présentent les mêmes caractéristiques que dans les cas d'intoxication saturnine primitive.
- La salive reste selon Tanquerel normalement alcaline (sauf rares exceptions), sans supersécrétion salivaire (sauf cas de complication de type stomatite, angine, etc.).
- Certains malades montrent une soif assez vive et rarement violente, et d'autres (plus rares) nulle.
- Des douleurs et une sensation de constriction et de resserrement de la région précordiale et tout autour de la poitrine rendent la respiration plus difficile. Chez la femme, les seins peuvent se durcir, le temps de la crise. La respiration s'accélère lors des crises (jusqu'à 70 respirations par minute selon Tanquerel) ; de plus, elle est souvent bruyante, suspireuse; le malade se plaint d'étouffements et suffoque effectivement quand l'accès est violent. Quelques malades présentent des symptômes de type angine de poitrine.

## Fonctions excrétoires
Selon Tanquerel quand la douleur de colique siège à l'hypogastre ou à la région rénale, il est fréquent que des ténesmes vésicaux rendent difficile l'excrétion d'urine ou de selles. Les muscles sont durcis, gênant même l'introduction de la sonde dans la vessie (Desbois de Rochefort citent un cas de rétention datant de trois jours, où le cathétérisme était rendu impossible par la contraction outrée de l'urètre) ; ces difficultés  disparaissent après la crise. Souvent, le patient a envie d'uriner, mais la miction est rendue difficile (parfois impossible durant les paroxysmes, où l'urine ne sort que goutte à goutte ou plus du tout, avec souvent une sensation de brûlure le long du canal de l'urètre).  M. Tanquerel note chez sept de ses malades, une urine très chargée en acide rosacique; par deux fois alcaline et redevenant acide après guérison; sinon dans tous les autres cas, elle était normalement acide, toujours sans sédiment rouge ni verdâtre (contrairement aux assertions de quelques autres auteurs).

## Ictère
Tanquerel a constaté un jaunissement de la peau, plutôt léger, et qu'il attribue à une extravasation biliaire, dans 51 cas sur 1 217. Ils apparaissant lors des crises les plus douloureuses, et sont bien différents des ictères terreux caractérisant l'intoxication saturnine primitive). 
- Dans 55 cas, l'ictère a coïncidé avec des douleurs à l'hypochondre droit, et dans 55 à l'épigastre : dans 4, il n'y a eu douleur ni dans l'une ni dans l'autre de ces régions.
- L'iclère saturnin, quand il précédait la colique, ne se trouvait pas augmenté mais il disparait lors de l'arrivée de la jaunisse associée aux douleurs de colique.

## Signes avant-coureurs
Les prodromes sont assez typiques, mais varient selon les individus. Le plus souvent, la colique est précédée des signes d'une l'intoxication saturnine primitive (par exemple trouvés chez 1 185 des malades étudiés par Tanquerel) :
- un ictère apparaît fréquemment un ou plusieurs jours avant le développement de la colique ;
- saveur sucrée dite « styptique » dans la bouche ; elle apparaît également fréquemment un ou plusieurs jours avant le développement de la colique ;
- une lourdeur à l'épigastre surtout après les repas ;
- puis des douleurs sourdes et fugaces sur le reste du ventre ;
- des nausées parfois ;
- des borborygmes et des éructations ;
- une perte progressive d'appétit ;
- changement d'aspect des fèces, qui deviennent globuleuses, dures, noirâtres ou jaunâtres ; cet état est parfois précédé par une période de Diarrhées (autrefois qualifiées de « dévoiement »), signe précurseur que Tanquerel dit avoir observé 18 fois[22] ;
- les urines sont expulsées avec une difficulté croissante et de légères douleurs ;
- une morosité, une figure grippée, une fatigue physique et psychique ;
- un sommeil fugace ;
- une arthralgie (observée 195 fois par Tanquerel) ;
- rarement, une paralysie des membres supérieurs (observée trois fois par Tanquerel) ;
- très rarement, une amaurose (observée une fois par Tanquerel) ;
- une encéphalopathie (observée deux fois par Tanquerel[23]).

Pour les cas observés par Tanquerel, la progression de la douleur et des symptômes associés est régulière sauf dans 3 % des cas où la colique arrive très brutalement. Il ne détecte pas de rapport entre la durée des prodromes et l'intensité de la colique qu'ils annoncent.
L'ictère et le gout sucré dans la bouche étaient bien connus dans les fonderies ou chez ceux qui manipulaient le plomb ou ses dérivés. Dès que le teint jaune terreux caractéristique apparaissait, les directeurs engageaient habituellement les ouvriers à quitter leurs travaux en les prévenant du danger qui les menace ; et souvent ils s'en éloignent volontairement, la première fois qu'ils éprouvent une saveur sucrée sans cause apparente.

Un liseré gris gingival ou une dégradation des gencives était un autre signe, apparemment moins remarqué ou moins cité.

## Pouls
- Selon Tanquerel, sur les 1 217 cas qu'il a étudiés, pour 678 d'entre eux le pouls battait de 50 à 60 fois par minute ; 576 fois il battait de 65 à 70 fois ; et 125 fois, il atteignait 80 à 100 battements par minute. Pour 58 de ces malades, des complications inflammatoires et autres pouvaient expliquer l'accélération du pouls[24]. 
 Tanquerel a trouvé le pouls 269 fois irrégulier, rémittent, 22 fois dicrote, et 5 fois onduleux. 
Selon lui, la lenteur et la dureté du pouls sont généralement en rapport avec la violence de la colique.

## Température corporelle
Elle reste habituellement normale. 
- Sur les 1 217 patients de M. Tanquerel, 55 ont eu un peu de fièvre, sans complication[25].
- 58 malades se sont plaints d'un froid intense sans baisse apparente de température externe.
- Quelques malades avaient une sensation de chaleur très prononcée, non appréciable par les médecins.

## Facteurs de risque
Tanquerel conclut de l'examen d'un certain nombre de faits rassemblés pour sa thèse et ses publications, que « l'on est d'autant plus exposé à contracter la colique de plomb, qu'on est plus jeune », et que selon le même auteur, « les femmes, toute proportion gardée, y sont moins sujettes, que les hommes ». Il montrera que le plus grand nombre de victimes est à rechercher chez les buveurs d'alcool frelaté au plomb, ou produit avec des matériels en contenant. Boire de l'eau ayant séjourné dans une cuve de plomb a également intoxiqué un grand nombre de personnes.

### Les professions
Certaines professions présentent des risques très importants. 
On avait déjà constaté dans l'antiquité que les mineurs - dans les mines de plomb - mouraient victimes de ce qu'ils respiraient dans l'air des mines (certains se confectionnaient des masques avec des vessies animales leur permettant de voir. Les ouvriers fondant le plomb ou produisant ou appliquant les peintures en contenant sont les plus à risque de colique saturnine, ainsi que les ouvriers des fabriques de litharge, ouvriers chauffeurs des bateaux à vapeur, vitriers, porcelainiers, verriers, fabricants d'émaux, pharmaciens.

#### Professions occasionnant la colique saturnine à Paris, au milieu duXIXesiècle
Elles sont nombreuses, dont, selon Louis Tanquerel des Planches (pour un échantillon de 1 217 cas de colique saturnine observés à l'hôpital de la Charité de Paris (excepté 9), par lui-même, en 8 ans (de 1851 à 1859) :
- peintres en bâtiment : 505 malades ;
- ouvriers cérusiers : 406 ;
- ouvriers des fabriques de minium de plomb : 65 ;
- ouvriers des fabriques de mine orange : 12 ;
- broyeurs de couleurs : 68 ;
- peintres de décors, de lettres et d'attributs : 55 ;
- lapidaires : 55 ;
- potiers de terre (cf vernissage au plomb, manipulation des poudres pour émaux) : 54 ;
- peintres en voitures : 47 ;
- ouvriers des fonderies de caractères : 52 ;
- affineurs : 25 ;
- fabricants de cartes d'Allemagne : 15 ;
- fondeurs de plomb : 14 ;
- imprimeurs : 12 ;
- ouvriers des fabriques de plomb de chasse : 11 ;
- étameurs : 8 ;
- faïenciers : 7 ;
- fabricant de cartes glacées : 6 ;
- peintres sur porcelaine 5 ;
- tailleurs et polisseurs de cristaux : 5 ;
- ouvriers des fabriques de nitrate de plomb : 5 ;
- ouvriers des fabriques de chromate de plomb : 5 ;
- fabricants de potée d'étain : 4 ;
- ferblantiers : 4 ;
- joailliers, orfèvres, bijoutiers : 4 ;
- ouvriers des fabriques d'acétate de plomb(IV) : 4 ;
- ceinturonniers : 2 ;
- parfumeurs : 2 ;
- ouvriers des manufactures de glaces (miroirs) : 2 ;
- fondeurs dits de cuivre : 2 ;
- peintres ou vernisseurs sur métaux : 2 ;
- fabricants de papiers peints : 2 ;
- fondeurs de bronze : 1 ;
- doreurs sur bois : 1.

- Tanquerel déduit du type de métiers les plus touchés que le risque est maximal pour les ouvriers qui emploient et inhalent ou ingèrent les substances saturnines le plus facilement réductibles en poussière disséminable ou en vapeur. Sur cet échantillon de 1 217 cas, les femmes étaient moins nombreuses que les hommes. Au nombre de 57, elles étaient frotteuses de caractères d'imprimerie, femmes de peintres ou employées dans des fabriques de céruse.
- Les gens sobres semblent moins touchés que les buveurs d'alcool, avec quelques exceptions dans les deux cas[27]. Tanquerel dit avoir observé, dans un bon nombre de cas, la colique se développer le lendemain d'une « ribote » (cuite)[28].
- Aucune autre maladie que les maladies saturnines ne paraissent favoriser le développement de la colique. Au contraire, les autres maladies saturnines préparent la voie à la colique, qui succède plus fréquemment à l'arthralgie qu'à la paralysie et à l'encéphalopathie saturnine selon les observations de Tanquerel.

### Les saisons
Un effet des saisons est observé par Tanquerel : sur les 1 217 cas de saturnisme avec colique de plomb qu'il a étudié, 190 se sont présentés en juillet, le mois au courant duquel on observait le plus grand nombre de cas, alors que décembre n'en eut que peu (59 cas en 8 ans pour l'hôpital de la Charité de Paris).
On peut supposer qu'à l'égard des saisons, c'est la plus ou moins grande activité des travaux qui entraide des différences dans le nombre des malades.

## Récidives
Elles sont, selon Tanquerel, d'autant plus fréquentes et plus rapprochées que les individus ont eu un plus grand nombre d'attaques. La restitution trop prompte des ouvriers à leurs travaux, ou un trop prompt séjour au milieu des émanations saturnines favorise ces récidives ajoute Tanquerel qui a vu un individu en être victime pour la trente-deuxième fois. 

Louis Desbois de Rochefort, Doasan, Stoll, et M. Mérat cités par Antoine François Hippolyte Fabre, ont respectivement vu des individus être atteints de la colique de plomb pour la seizième, dix-septième, vingt-deuxième, vingt-sixième, vingt-huitième et trente-deuxième fois. Sur les 1 217 malades de M. Tanquerel, 985 avaient déjà été atteints de la colique antérieurement. (p. 185.)

## Rechutes
Parmi les 1 217 cas étudiés par Tanquerel, un sur 20 a connu une rechute, à la suite d'écarts de régime, ou par cessation trop prompte des vomi-purgatifs, après la disparition des symptômes de la colique, selon Tanquerel.

## Complications
Selon Tanquerel, ce sont surtout l'Arthralgie (525 cas sur 1 217 malades suivis), suivie de la paralysie (44 cas) et de l'encéphalopathie (5 cas)